# Gniewskie Pole (osada)
Gniewskie Pole – osada w Polsce położona w województwie pomorskim, w powiecie kwidzyńskim, w gminie Kwidzyn.